# Робертсон, Пэт
Пэт Робертсон (англ. Pat Robertson; настоящее имя — Мэрион Гордон Робертсон (Marion Gordon Robertson), 22 марта 1930[…], Лексингтон, США — 8 июня 2023, Верджиния-Бич, Виргиния) — американский религиозный и политический деятель ультраконсервативных взглядов, известный телевизионный проповедник. Основатель «Телекомпании CBN», а также организаций «Американский центр закона и правосудия», «Христианская коалиция», Flying Hospital, International Family Entertainment, Операция «Благословение», Регентский университет. Ведущий религиозной телепрограммы «Клуб 700».

## Биография

### Образование и военная служба
Мэрион Гордон Робертсон родился в Лексингтоне в штате Виргиния в семье американского сенатора. Позднее он сменил имя на Пэт — своё детское прозвище. В 1940—1946 годах учился в The McCallie School, после чего поступил в Университет Вашингтона и Ли (Washington and Lee University). В 1951 году Робертсон в течение 4-х месяцев проходил военную службу в Японии. Затем он был переведён в Корею, где, по словам самого Робертсона, принимал участие в боевых действиях во время Корейской войны. Однако, как заявил конгрессмен от республиканцев Пол Макклоски, служивший с ним в Корее, Робертсон преимущественно отвечал за доставку алкогольных напитков в офицерские клубы, не участвуя в сражениях. В 1952 году Робертсон получил звание лейтенанта. Он получил степень в юриспруденции в школе права Йельского университета, однако провалился на адвокатском экзамене. Робертсон отказался от карьеры юриста, поступив в Нью-Йоркскую теологическую семинарию, где в 1959 году получил степень магистра богословия.

### Религиозная деятельность
В 1956 году на мировоззрение Робертсона большое влияние оказал голландский проповедник Корнелиус Вандербрегген. В 1961 году Робертсон получил сан священника в Южной баптистской конвенции.
В 1960 году Робертсон основал Телекомпанию CBN (Christian Broadcasting Network, CBN) в городе Верджиния-Бич, штат Виргиния. Свою деятельность он начал с покупки небольшой радиостанции в соседнем Портсмуте. В 1977 году Робертсон приобрёл местный кабельный канал в районе Хэмптон-Роудс, назвав его CBN. Он посещал дома верующих, призывая их подключиться к новому каналу, и местные церкви, организуя сбор пожертвований.
По состоянию на 2008 год CBN ведёт вещание в 180 странах на 71 языке. Основанный Робертсоном телеканал CBN Cable Network в 1988 году был переименован в CBN Family Channel, а затем — в Family Channel. Робертсон был вынужден вывести Family Channel из состава CBN, чтобы не нарушать статуса некоммерческой организации, после того, как телеканал стал приносить большие прибыли. Он основал компанию International Family Entertainment Inc. в 1991 году с Family Channel в качестве главного акционера. В 1997 году он продал канал News Corporation, которая изменила его название на Fox Family. Условием сделки было соглашение, что на канале дважды в день будет выходить телепрограмма Робертсона «Клуб 700». В настоящее время каналом владеет корпорация Disney, его название изменено на ABC Family. 3 декабря 2007 года Робертсон отказался от должности руководителя CBN, уступив место своему сыну Гордону.
В 1977 году он основал учебное заведение CBN University, которое в 1988 году было переименовано в Регентский университет (Regent University). В настоящее время Робертсон является президентом университета. Робертсон также является основателем и президентом юридической компании Американский центр закона и правосудия (American Center for Law and Justice), которая защищает права христиан, гарантированные Первой поправкой к конституции.
Длительное время Робертсон являлся служителем Южной баптистской конвенции, однако вследствие принятия нетрадиционной для этой деноминации харизматической теологии, а также перехода к активной политической деятельности, в настоящее время он не является священнослужителем какой-либо конфессии, продолжая при этом пользоваться авторитетом среди консервативных христиан США.
В эфире программы «Bring It On-Line» Пэт Робертсон заявил, что не считает смену пола грехом, а трансгендерные люди — это нормально. Он убеждён, что необходимо легализовать марихуану. В 2010 году, комментируя землетрясение на Гаити, Пэт Робертсон заявил, что это наказание за сделку с дьяволом, которую они заключили много лет назад, чтобы избавиться от французской экспансии. Робертсон считает убийство в видеоиграх преступлением, а тех, кто убивает в виртуальном мире — убийцами. В сентябре 2013 года Пэт Робертсон заявил, что не верит в «постоянный» дар исцеления.

### Политическая деятельность и бизнес
В сентябре 1986 года Робертсон объявил о намерении баллотироваться на пост президента США от Республиканской партии. Он заявил, что выдвинет кандидатуру, если к сентябрю 1987 года 3 миллиона добровольцев согласятся работать во время его предвыборной кампании. После отклика 3-х миллионов человек Робертсон включился в кампанию, собрав несколько миллионов долларов пожертвований. Он выступал с крайне консервативной программой, предлагая, в частности, запрет порнографии. Однако праймериз оказались для него неудачными, на старте кампании он подвергся критике в связи с утверждениями о военной службе в Корее. В своих агитационных материалах он говорил об участии в боевых действиях, но его сослуживцы заявили, что в обязанности Робертсона входило обеспечение алкоголем офицерского клуба. В 1988 году Робертсон призвал своих сторонников поддержать Джорджа Буша, который впоследствии выиграл выборы.
Робертсон выступил основателем организации Христианская коалиция (Christian Coalition), насчитывавшей в своих рядах 1,7 млн человек. Организация занимается поддержкой консервативных кандидатов на выборах, являясь в 1990-х годах одной из наиболее влиятельных и крупных лоббистских групп в США.
В 2002 году он получил награду State of Israel Friendship Award от Сионистской организации Америки (Zionist Organization of America) за поддержку Израиля.
Робертсон является основателем и сопредседателем компании International Family Entertainment Inc., имеющей листинг на Нью-Йоркской фондовой бирже. В 1997 году компания была продана за 1,9 млрд долл. В 1999 году Робертсон начал сотрудничество с Банком Шотландии, что было встречено критикой в Великобритании из-за консервативных взглядов Робертсона на сексуальные меньшинства. После того как Робертсон назвал Шотландию «тёмной страной, которой правят гомосексуалисты», Банк Шотландии отказался от сделки.
В 2012 году Робертсон назвал президента США Барака Обаму социалистом, который хочет уничтожить Америку. В июле 2013 Пэт Робертсон в эфире передачи «Клуб-700» призвал американцев восстать против Барака Обамы.

## Предсказания
В своих телепроповедях Робертсон утверждал, что "общается с Богом", который сообщает ему о предстоящих событиях в новом году. Как заявил Робертсон, «мои предсказания довольно точны, иногда я ошибаюсь».
В январе 2004 года Робертсон предсказал, что Джордж Буш победит на президентских выборах. В 2004 году Буш выиграл выборы у Джона Керри. При этом сам Робертсон активно поддерживал кандидатуру Буша.
В январе 2007 года он заявил, что в США будут проведены крупные террористические акты, которые повлекут массовые человеческие жертвы.
Робертсон отметил:
«Господь не сказал, что это будет ядерное оружие. Но я верю, это будет что-то вроде того». Никаких терактов в 2007 году в США не произошло, Робертсон объяснил это тем, что «Бог в своём милосердии пожалел нас».
В 2006 году, ссылаясь на откровение Бога, он говорил, что побережье США подвергнется воздействию цунами, однако ничего подобного не произошло.
В 1976 году Робертсон предрекал грядущий в 1983 году суд, который можно было расценить как предсказание «конца света». В 2011 году, наряду с другими предсказателями конца света, Робертсон стал лауреатом Шнобелевской премии по математике.

## Критика
Деятельность и высказывания Робертсона часто подвергаются критике. Книга Робертсона «Новый мировой порядок» (1991) характеризовалась как «сборник всех конспирологических теорий», где, как говорили критики, Робертсон утверждал о существовании мирового заговора масонов и еврейских банкиров.
- 22 августа 2005 году в эфире своей программы "Клуб 700" ("700 Club") Робертсон призвал к убийству президента Венесуэлы Уго Чавеса, который ранее обвинял власти США в попытках убить его. Робертсон заявил:Я ничего не знаю об этой доктрине убийства, но если он думает, что мы пытаемся его убить, то я думаю, мы должны пойти и сделать это. Это гораздо дешевле, чем начинать войну… и я не думаю, что поставки нефти из-за этого прекратятся… Нам не нужно тратить ещё $ 200 млрд на то, чтобы избавиться от очередного до зубов вооружённого диктатора. У нас есть целый ряд методов, которые позволяют добраться до него и покончить с ним раз и навсегда. Посол Венесуэлы в США и сам Чавес выразили протест по поводу высказываний Робертсона. Пресс-секретарь госдепартамента США Шон Маккормак сделал официальное заявление, отметив, что планы убийства Чавеса «не входят в политику Белого дома». Глава Пентагона Дональд Рамсфельд заявил, что «ликвидация зарубежных лидеров не входит в компетенцию оборонного ведомства». По мнению представителей Демократической партии, власти ограничились лишь дистанцированием от призывов Робертсона вместо наказания, потому что тот является приверженцем республиканцев и основателем движения «Христианская коалиция Америки», поддерживавшего Буша[20]. Религиозные организации Венесуэлы осудили высказывания Робертсона[21].
- В 2006 году Пэт Робертсон назвал «божьей карой» инсульт, который случился с премьером Израиля Ариэлем Шароном[22]. В ответ на это заявление, посол Израиля в США Дэнни Аялон раскритиковал проповедника и сравнил его высказывание с пожеланием Шарону смерти от иранского президента Махмуда Ахмадинеджада[22].
- В 2011 году Пэт Робертсон сравнил болезнь Альцгеймера со смертью и заявил, что это повод для развода[23]. В ответ старший пастор церкви Норслеэнд из Орландо Джоэл Хантер заявила, что нельзя сравнить болезнь Альцгеймера со смертью и потребовала прекратить интерпретировать Писание в своих целях[23].

## Книги
- My Prayer for You (Fleming Revell 1977)
- The New Millennium: What You And Your Family Can Expect In The Year 2000 (W Pub Group May 18 1990)
- Answers to 200 of Life’s Most Probing Questions (Thomas Nelson Publishers 1985) ISBN 978-0840754653
- The Secret Kingdom (W Pub Group; First Edition edition October 1992) ISBN 978-0-8499-1004-3
- America’s Dates with Destiny (Thomas Nelson Inc; 1St Edition edition November 1986) ISBN 978-0840777560
- The Plan (Thomas Nelson Inc; 1ST edition October 1989) ISBN 978-0840772275
- Beyond Reason: How Miracles can Change your Life (William Morrow & Co; 1st edition October 1984) ISBN 978-0688022143
- Turning Tide: The Fall of Liberalism and the Rise of Common Sense (1993) ISBN 978-0-8499-0972-6
- Shout it from the Housetops (The Autobiography of Pat Robertson; Bridge-Logos; Revised edition April 1987) ISBN 978-0882700977
- The End of the Age (Thomas Nelson September 2002) ISBN 978-0849944147
- Six Steps to Spiritual Revival: God’s Awesome Power in Your Life (LifeChange Books) (Multnomah Books October 9, 2002) ISBN 978-1590520550
- The New World Order (W Pub Group September 1991) ISBN 978-0849909153
- Bring It on: Tough Questions, Candid Answers (2003) ISBN 978-0-8499-1801-8
- The Ten Offenses (Thomas Nelson, January 1, 2004)
- Miracles Can Be Yours Today (Integrity Pub January 1, 2006)
- Courting Disaster: How the Supreme Court is Usurping the Power of Congress and the People (Thomas Nelson November 4, 2008) ISBN 978-0785297307
- Right on the Money: Financial Advice for Tough Times (FaithWords; May 27, 2009) ISBN 978-0446549585